# 아이치현 제12구
아이치현 제12구(愛知県 第12区)는 일본의 중의원 선거구이다. 1994년 공직선거법으로 신설되었다.

## 지역
- 오카자키시
- 니시오시

## 역대 중의원 의원
- 스기우라 세이켄 (소속정당: 자유민주당, 임기: 1996년 ~ 2009년)
- 나카네 야스히로 (소속정당: 민주당, 임기: 2003년 ~ 2017년)
- 아오야마 슈헤이 (소속정당: 자유민주당, 임기: 2012년 ~ 현재)
- 시게토쿠 가즈히코 (소속정당: 일본유신회 (2015년) → 민진당 → 무소속 → 입헌민주당, 임기: 2012년 ~ 현재)